# Рођење Венере
Рођење Венере (итал. Nascita di Venere) је слика настала око 1484. године од стране Ботичелија. Не зна се ко је наручио чувену слику која је припадала Ђованију Лоренцу ди Пјерфранческу Медичију. За њено разумевање постоје различита тумачења и сва су везана за рођење или појављивање Венере и за класичну тему о Венери Анадиомени, богињи која се издиже из морске пене. Слика је од 1815. године изложена у галерији Уфици у Фиренци, Италија.

## Краћа биографија уметника
Ботичели је рођен 1445. године у Фиренци, у којој и умире 1510. године. Био је ученик фра Филипа Липија и његова техника се пре свега фокусирала на линију, док су му облици били благо осенчени. Такође, познат је по специфичном начину употребе боје.

## Настанак уметничког дела
Током целог средњег века класични песници су били познати, али класични митови су тек у време ренесансе, када је Италија страствено покушавала да обнови ранију славу Рима, постали популарни међу образованим лицима. За те људе митологија обожавања Грка и Римљана представља нешто више од веселих и згодних бајки. Они су били толико уверени да су стари народи имали неку вишу мудрост да су веровали како класичне легенде морају садржати неке дубоке и тајанствене истине. Човек који је од Ботичелија наручио ту слику мора да је био члан богате и моћне породице Медичи. Сликару је или он сам, или неко од његових учених пријатеља, објаснио шта се зна о начину на који су стари народи представљали Венеру приликом њеног изласка из мора. Тим ученим људима прича о њеном рођењу била је симбол тајне уз коју је на свет дошла божанска порука о лепоти.
Ботичелијави извори за ову слику били су Хомер, Овидијеве Метаморфозе и списи његовог ученог пријатеља Полицијана, који говоре о другој епизоди из мита о Венери, када је богиња пристала уз обале острва Кипар. Јасно је да је дело инспирисано неоплатонским културним амбијентом који је доминирао Фиренцом у време Лоренца Величанственог. У симболичној форми, представљено је хармонично спајање Материје и Духа.

## Тумачење
Лако је замислити да је сликар прионуо на посао с много поштовања не би ли овај мит представио на достојан начин. Брзо схватамо шта се на слици дешава: Венера је изронила из мора на шкољци коју су до обале дотерали летећи богови ветра, усред ружа које падају. Пошто се Венера спрема да крочи на копно, једна хора или нимфа очекује је с пурпурним плаштом.
Ботичелијава Венера је тако лепа да не запажамо неприродну дужину њеног врата, велику спуштеност њених рамена и чудан начин на који јој је лева рука узглобљена у тело. Уместо тога, спремни смо да признамо да ове слободе, које је Ботичели допустио себи у односу на природу како би постигао љупке обрисе, доприносе лепоти и складу ове слике стога што појачавају утисак бескрајне нежности и тананости бића које је, као дар с неба, допловило до наших обала.
Фигуре на левој страни представљају сплет ветрова Зефира и Ауре који стижу раширених крила у вртлогу ружа. Инспирисани су украсима Фарнеске шоље, која се данас налази у збирци Археолошког музеја у Напуљу, али је у то време била део породичног блага Лоренца Величанственог, тако да је и Ботичелију била добро позната.
Меланхолични поглед и држање богиње одржавају спознају о пролазности свега постојећег.